# Denzil Romero
Denzil Romero (Aragua de Barcelona, Venezuela, 24 de julio de 1938-Valencia, 7 de marzo de 1999) fue un escritor venezolano.

## Carrera
Hijo de maestros, su amor por la literatura se despertó de muy pequeño:

Nunca aprendí a nadar, apenas elevé uno que otro papagayo y soy hijo de maestros de escuela, por lo que puedo decir sin jactancia que a los 15 años ya me había leído la literatura clásica española. Admito que en mi formación influyeron algunos escritores, de los cuales sólo te voy a nombrar a Alejo Carpentier, Carlos Fuentes, Jorge Luis Borges, José Donoso, Juan José Arreola, Reinaldo Arenas, Marcel Proust, William Faulkner... y de aquí, Ramos Sucre, Arvelo Torrealba, Enrique Arvelo...

Se recibió de abogado, y era también profesor de filosofía y literatura.
Considerado uno de los más destacados escritores de novela histórica en el marco de la literatura venezolana. Su punto de vista de reconstrucción del hecho histórico obedece a leyes propias de la ficción narrativa. Dejando a un lado, por tanto, la rigidez de la sucesión lineal y acude a la distorsión del tiempo, recurso que otorga una nueva fuerza y ofrece una percepción diferente de los sucesos del pasado. Algunos historiadores y escritores, entre los cuales se encuentran Luis Alberto Crespo ha definido el estilo de Denzil Romero aludiendo a la «exageración de lo real». Según la opinión del escritor Juan Liscano, «los siete cuentos de Infundios sedujeron por la riqueza del lenguaje, el poder fabulatorio, la mezcla de elementos culturales ajenos al criollismo agrario o urbano», la combinación de lo histórico y lo esotérico, de lo erótico y lo seudorrealista.

## Premios
- 1983 Premio Casa de las Américas.
- 1988 Premio La Sonrisa Vertical por La esposa del Dr. Thorne.
- Premio Municipal de Petare
- Premio Municipal de Caracas